# لکووو (استان ماسوویان)
لکووو (به لاتین: Lekowo) یک روستا در لهستان است که در گمینا رگیمین واقع شده‌است.